# RAPHAEL
Raphael (ang. RAPHAEL programme) – program Unii Europejskiej z dziedziny polityki kulturalnej. Dotyczy przede wszystkim promocji i wspierania działań państw członkowskich Unii Europejskiej na rzecz zachowania europejskiego dziedzictwa kulturalnego. Opracowany i uruchomiony przez Komisję Europejską 29 marca 1995 r. Nazwa nawiązuje do Rafaela Santi – włoskiego malarza i architekta. 
Program Raphael ma na celu zachęcanie do współpracy pomiędzy państwami członkowskimi i – jeśli jest to konieczne – wspieranie oraz uzupełnianie ich działań służących m.in. zachowaniu i ochronie dziedzictwa kulturowego o znaczeniu europejskim. Program realizowany był w latach 1995–2000 i dotyczył ochrony dziedzictwa kulturowego poprzez dofinansowywanie renowacji zabytków i miejsc historycznych. Pierwszą inicjatywą podjętą w ramach Raphael'a była renowacja zabytków i miejsc historycznych o znaczeniu europejskim (np. Akropol w Atenach). Z wnioskami o pomoc z programu mogą zwracać się osoby fizyczne oraz prawne z krajów członkowskich UE, jak również międzynarodowe organizacje kulturalne.
Korzenie ochrony dziedzictwa kulturowego Europy sięgają głębiej. Już w 1993 r. Traktat ustanawiający WE dał podstawy prawne do inicjatyw wspólnotowych w tym zakresie. W myśl artykułu 151 Traktatu, Wspólnota, przyczyniając się do rozkwitu kultur państw członkowskich i respektując ich narodową i regionalną różnorodność, jednocześnie uwypukla wspólne dziedzictwo kulturowe. 
Dziennik Urzędowy UE podaje następujące zadania programu: 
- utrzymanie i badanie stanu dziedzictwa kulturowego;
- tworzenie sieci partnerstw w dziedzinie kultury;
- zapewnienie dostępu do dziedzictwa kulturalnego Europy;
- wspieranie aktywności i doskonalenie umiejętności twórców i animatorów kultury
- współpraca z państwami trzecimi, zwłaszcza należącymi do Rady Europy, i organizacjami międzynarodowymi;
- promocja współpracy twórców i działaczy kultury;
- badanie specyfiki kultury europejskiej przy jednoczesnym poszanowaniu różnic regionalnych.

Wszystkie powyżej opisane działania miały zostać skumulowane w całościowym programie ochrony dziedzictwa kulturowego – Raphael. Ze względu na brak consensusu w sprawach finansowych Komisja Europejska przedstawiła akcje zastępcze, które były realizowane w latach 1996 – 1997:
- zwiększenie dostępu do zasobów kulturowych muzeów europejskich,
- ochrona europejskiego dziedzictwa kulturowego,
- ochrona i wykorzystywanie dziedzictwa archeologicznego oraz spuścizny europejskiego baroku,
- program szkolenia i wymiany profesjonalistów z zakresu konserwacji europejskiego dziedzictwa kulturowego.

W ramach akcji zastępczych Polska otrzymała następujące subwencje UE:
| Rok/Zadanie | Przedsięwzięcie | Wysokość subwencji                           |
| --- | --- | -------------------------------------------- |
| 1992 Projekty prac konserwatorskich w miastach; przywrócenie zabytkom i ich bezpośredniemu otoczeniu pierwotnego wyglądu | Zamek w Malborku, konserwacja zachodniej ściany zamku średniego | 80 000 €                                     |
| 1993 Ogrody historyczne                                                                                                  | Restauracja Ogrodu Zamku Królewskiego w Warszawie | 75 000 €                                     |
| 1994 Zabytkowe budowle i miejsca związane ze sztukami scenicznymi, takie jak: teatr, sale koncertowe, opery itp.         | Restauracja Amfiteatru w Łazienkach Królewskich Konserwacja teatru w Muzeum Zamku w Łańcucie                                                                                     | 31 243,27 € 36 000 €                         |
| 1995 Konserwacja zabytków architektury sakralnej                                                                         | Synagoga Tempel w Krakowie Kościół Pokoju w Jaworze Kaplica Św. Trójcy na Zamku Lubelskim Mauzoleum Piastów Śląskich we Wrocławiu Zespół Klasztorny Ojców Bernardynów w Leżajsku | 48 270 € 26 359 € 36 479 € 57 607 € 30 000 € |

W ramach programu Raphael Polska otrzymała subwencje UE:
| Rok/Zadanie                                      | Przedsięwzięcie                                                                                | Wysokość subwencji |
| ------------------------------------------------ | ---------------------------------------------------------------------------------------------- | ------------------ |
| 1999 Konserwacja zabytków architektury sakralnej | Klasztor O.O. Karmelitów Bosych w Przemyślu Klasztor O.O. Franciszkanów w Kalwarii Pacławskiej | 54 878 € 27 288 €  |